# Шелви, Джонджо
Джо́нджо Ше́лви (англ. Jonjo Shelvey; 27 февраля 1992, Ромфорд, Англия) — английский футболист, полузащитник.

## Клубная карьера

### «Чарльтон Атлетик»
Несмотря на интерес ведущих клубов Премьер-лиги, в 2008 Шелви подписал первый профессиональный контракт с родным «Чарльтон Атлетик». А 9 сентября того же года продлил соглашение до 2012 года.
В апреле 2008 года он дебютировал в первой команде. Джонджо стал самым молодым игроком «Чарльтона», выходившим на поле. До него обладателем этого рекорда был Пол Кончески. Тогда «Джей-Джею» было 16 лет и 59 дней.
А 3 января 2009 года стал самым молодым автором гола в составе «Чарльтона». Забил Шелви в ворота «Норвича», за 54 дня до своего 17-го дня рождения. Гол был забит в рамках Кубка Англии. Предыдущий рекорд принадлежал Питеру Ривзу, забившему в ворота того же «Норвич Сити» в возрасте 17 лет и 100 дней в мае 1966.

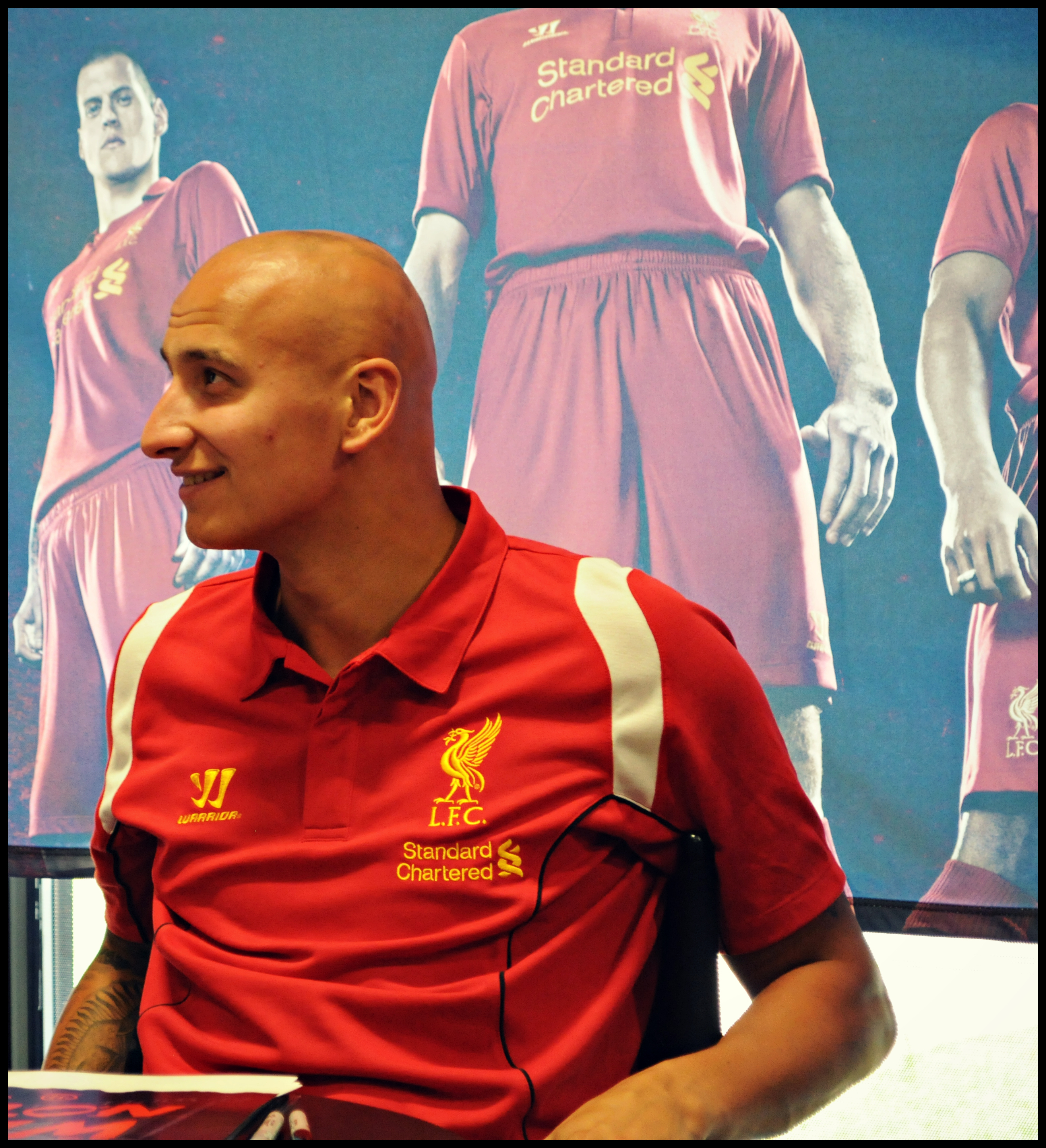
Шелви в «Ливерпуле» (2012 год)

В конце апреля 2010 Шелви перешёл в «Ливерпуль».

### «Ливерпуль»
Сделка обошлась «красным» в 1,7 млн £. 21 июля 2010 года провёл первую игру за «Ливерпуль», тот матч мерсисайдцы провели против швейцарского «Грассхопперса». Шелви вышел в той встрече на 61-й минуте, заменив Аквилани. В сезоне 2011/12 Джонджо забил за красных два гола: в Кубке Англии в ворота «Олдхема» (5:1) и в чемпионате Англии в ворота «Челси» (4:1). В матче против «Янг Бойз» сделал первый дубль, выйдя на замену.
Шелви не имел стабильного места в стартовом составе, чаще всего оставаясь на скамейке запасных. С первых минут в центре поля, как правило, играли Стивен Джеррард, Лукас Лейва и реже Джордан Хендерсон. Летом 2013 года Брендан Роджерс решил продать Джонджо.

### «Суонси Сити»
3 июля 2013 года перешёл в «Суонси Сити» за 6 млн фунтов стерлингов.

### «Ньюкасл Юнайтед»
12 января 2016 года перешёл в «Ньюкасл Юнайтед», подписав контракт на 5,5 лет.

## Карьера в сборной
В 2007 году в составе сборной Англии (до 16) Шелви выиграл золотые медали турнира Victory Shield, забив 3 гола в трёх матчах. Также Джонджо был капитаном сборной на этом турнире.
В октябре 2008 он дебютировал за сборную «Трёх Львов» возрастом до 17 лет. В этом матче Джонджо отметился голом, а его команда разгромила молодых эстонцев со счётом 7:0.

## Статистика

### Клубная статистика
| Клуб             | Сезон   | Лига | Лига | Кубок ФА | Кубок ФА | Кубок Лиги | Кубок Лиги | Еврокубки | Еврокубки | Другие | Другие | Итого | Итого |
| Клуб             | Сезон   | Игры | Голы | Игры     | Голы     | Игры       | Голы       | Игры      | Голы      | Игры   | Голы   | Игры  | Голы  |
| Чарльтон Атлетик |         |      |      |          |          |            |            |           |           |        |        |       |       |
| ---------------- | ------- | ---- | ---- | -------- | -------- | ---------- | ---------- | --------- | --------- | ------ | ------ | ----- | ----- |
| Чарльтон Атлетик | 2007/08 | 2    | 0    | 0        | 0        | 0          | 0          | 0         | 0         | 0      | 0      | 2     | 0     |
| Чарльтон Атлетик | 2008/09 | 16   | 3    | 3        | 1        | 1          | 0          | 0         | 0         | 0      | 0      | 20    | 4     |
| Чарльтон Атлетик | 2009/10 | 24   | 4    | 1        | 0        | 0          | 0          | 0         | 0         | 2      | 0      | 27    | 4     |
| Ливерпуль        |         |      |      |          |          |            |            |           |           |        |        |       |       |
| 2010/11          | 15      | 0    | 1    | 0        | 0        | 0          | 4          | 0         | 0         | 0      | 20     | 0     |       |
| 2011/12          | 13      | 1    | 2    | 1        | 0        | 0          | 0          | 0         | 0         | 0      | 15     | 2     |       |
| 2012/13          | 19      | 1    | 2    | 0        | 1        | 0          | 9          | 4         | 0         | 0      | 31     | 5     |       |
| Суонси Сити      |         |      |      |          |          |            |            |           |           |        |        |       |       |
| 2013/14          | 32      | 6    | 1    | 0        | 1        | 0          | 8          | 0         | 0         | 0      | 42     | 6     |       |
| 2014/15          | 31      | 3    | 1    | 0        | 3        | 0          | 0          | 0         | 0         | 0      | 35     | 3     |       |
| 2015/16          | 16      | 1    | 1    | 0        | 2        | 0          | 0          | 0         | 0         | 0      | 19     | 1     |       |
| Итого            | Итого   | 168  | 19   | 12       | 2        | 8          | 0          | 21        | 4         | 2      | 0      | 211   | 25    |

### Статистика выступлений за сборную
| Матчи Джонджо Шелви за сборную Англии | Матчи Джонджо Шелви за сборную Англии | Матчи Джонджо Шелви за сборную Англии | Матчи Джонджо Шелви за сборную Англии | Матчи Джонджо Шелви за сборную Англии | Матчи Джонджо Шелви за сборную Англии | Матчи Джонджо Шелви за сборную Англии |
| №                                     | Дата                                  | Оппонент                              | Счёт                                  | Голы                                  | Соревнование                          |                                       |
| ------------------------------------- | ------------------------------------- | ------------------------------------- | ------------------------------------- | ------------------------------------- | ------------------------------------- | ------------------------------------- |
| 1                                     | 12 октября 2012                       | Сан-Марино                            | 5 : 0                                 | -                                     | Отборочный матч ЧМ 2014               |                                       |
| 2                                     | 5 сентября 2015                       | Сан-Марино                            | 6 : 0                                 | -                                     | Отборочный матч ЧЕ 2016               |                                       |
| 3                                     | 8 сентября 2015                       | Швейцария                             | 2 : 0                                 | -                                     | Отборочный матч ЧЕ 2016               |                                       |
| 4                                     | 12 октября 2015                       | Литва                                 | 3 : 0                                 | -                                     | Отборочный матч ЧЕ 2016               |                                       |

## Интересные факты
- В детстве Шелви упал с лестницы и как он считает, именно это стало причиной алопеции (патологического выпадения волос). В лечебных целях ему было сказано спать в шерстяной шапке в течение месяца и использовать специальный крем, но он отказался от этого из-за дискомфорта[11].
- В июне 2015 года женился на Дэйзи Эванс — бывшей участнице местной поп-группы «S Club 8». У пары есть дочь.
- В сезоне 2013/14 забил гол прямым ударом с центра поля в ворота бирмингемской «Астон Виллы».